# Kyongsong
Kyongsong (Hán Việt: Kính Thành) là một huyện của tỉnh Hamgyong Bắc tại Cộng hòa Dân chủ Nhân dân Triều Tiên. Ở phía tây và tây nam, Kyŏngsŏng nằm bên sườn các dãy núi, trong khi phía đông giáp với vịnh Kyŏngsŏng trên biển Nhật Bản. Ở ven biển có một số đồng bằng nhỏ, bao gồm đồng bằng Kyongsong. Huyện có một số dòng suối nhỏ đổ vào biển Nhật Bản như Kwangmoch'ŏn, Segolch'ŏn, Pokkokch'ŏn, và Och'onch'ŏn Có một số suối nước nóng trên địa bàn huyện. 80% diện tích huyện là rừng, trong đó 58,9% luôn có lá xanh và 39,9% rụng lá theo mùa. Nhiệt độ trung bình của Kyongsong là 6,6 °C (43,9 °F), −8,2 °C (17,2 °F) vào tháng 1 và 21,1 °C (70,0 °F) vào tháng 8. Lượng mưa trung bình năm biến động từ 648 mm (25,5 in) ở vùng ven biển cho đến 800 mm (31 in) ở phía tây.
Các cánh đồng lúa gạo nằm ở vùng phía đông của Kyongsong. Trong số các loại cây ăn quả, lê là cây trồng chính. Đánh bắt cá quy mô nhỏ cũng được thực hiện. Kyongsong được biết đến như là một trung tâm sản xuất gốm sứ tại Bắc Triều Tiên. Các địa điểm du lịch trên địa bàn gồm có cung điện Kyŏngsŏng và Kyŏngsŏng Nammun. Kyŏngsŏng nằm trên tuýn đường sắt Pyongra.
Năm 2008, dân số toàn huyện Kyongsong là 105.909 người (49.736 nam và 56.173 nữ), trong đó, dân cư đô thị là 70.533 người (66,6%) còn dân cư nông thôn là 35.376 người (35,4%).

## Hành chính
Huyện được chia thành 1 thị trấn (up, ấp), 5 khu lao động và 15 xã (ri, lý):
| - Kyŏngsŏng-up (경성읍/鏡城邑) - Saenggiryŏng-rodongjagu (생기령노동자구/生氣嶺勞動者區) - Sŭngam-rodongjagu (승암노동자구/勝岩勞動者區) - Ryongch'ŏn-rodongjagu (룡천노동자구/龍川勞動者區) - Pakchung-rodongjagu (박충노동자구/朴忠勞動者區) - Haonp'o-rodongjagu (하온포노동자구/下溫堡勞動者區) - Sangonp'o-ri (상온포리/上溫堡里) - Ryongsan-ri (룡산리/龍山里) - Hamyŏn-ri (하면리/河面里) - Hwaha-ri (화하리/花下里) - Kwanmo-ri (관모리/冠帽里) | - Taehyang-ri (대향리/大鄕里) - Chungp'yŏng-ri (중평리/仲坪里) - Ryonghyŏn-ri (룡현리/龍峴里) - Ondaejin-ri (온대진리/溫大津里) - Ilhyang-ri (일향리/一鄕里) - Osang-ri (오상리/梧上里) - Tokyŏn-ri (독연리/獨淵里) - Changpyong-ri (장평리/長平里) - Namsŏk-ri (남석리/南夕里) - Maehyang-ri (매향리/梅香里) |